# Mesocyclops woutersi
Mesocyclops woutersi – gatunek widłonoga z rodziny Cyclopidae. Opisała go w 1987 roku belgijska zoolog Isabella van de Velde. Miejsce typowe to Papua-Nowa Gwinea, prowincja Madang, Warawaranga.